# Сысуи
 Сысуи  — деревня в Шарангском районе Нижегородской области в составе  Старорудкинского сельсовета .

## География
Расположена на расстоянии примерно 24 км на юг от районного центра поселка Шаранга.

## История
Известна с 1891 года как починок Сысуевский, где было в 1905 году дворов 26 и жителей 196, в 1926 (Сысуев) 43 и 258, в 1950 (уже Сысуи) 51 и 202.

## Население
Постоянное население составляло 21 человек (русские 100%) в 2002 году, 12 в 2010.